# James Odongo
James Odongo (ur. 27 marca 1931 w Molo, zm. 4 grudnia 2020 w Kampali) – ugandyjski duchowny rzymskokatolicki, od 1985 ordynariusz polowy Ugandy. W latach 1965–1968 biskup pomocniczy Tororo, następnie biskup Tororo, od 1999 arcybiskup. Funkcję tę pełnił do 2007. Uczestnik Soboru Watykańskiego II.